# Trigonala kristallsystemet

Kristallstruktur av korund (Al_{2}O_{3})

Det trigonala kristallsystemet, tidigare det romboedriska kristallsystemet, är ett kristallsystem med tre av fyra axlar i ett plan.
Dessa tre är lika långa och skär varandra i 60 eller 120 graders vinklar. Den fjärde axeln har en annan längd och är vinkelrätt mot planet som de tre utgör. Detta utseende gör att det trigonala systemet ibland hamnar som en underrubrik i det hexagonala systemet. Detta ger kristallformer som pyramider, tresidiga prismor, romboedrar och skalenoedrar.
Exempel på mineraler som tillhör det trigonala systemet är korund, kvarts, turmalin, agat, rodokrosit och krysopras.